# Ohniště

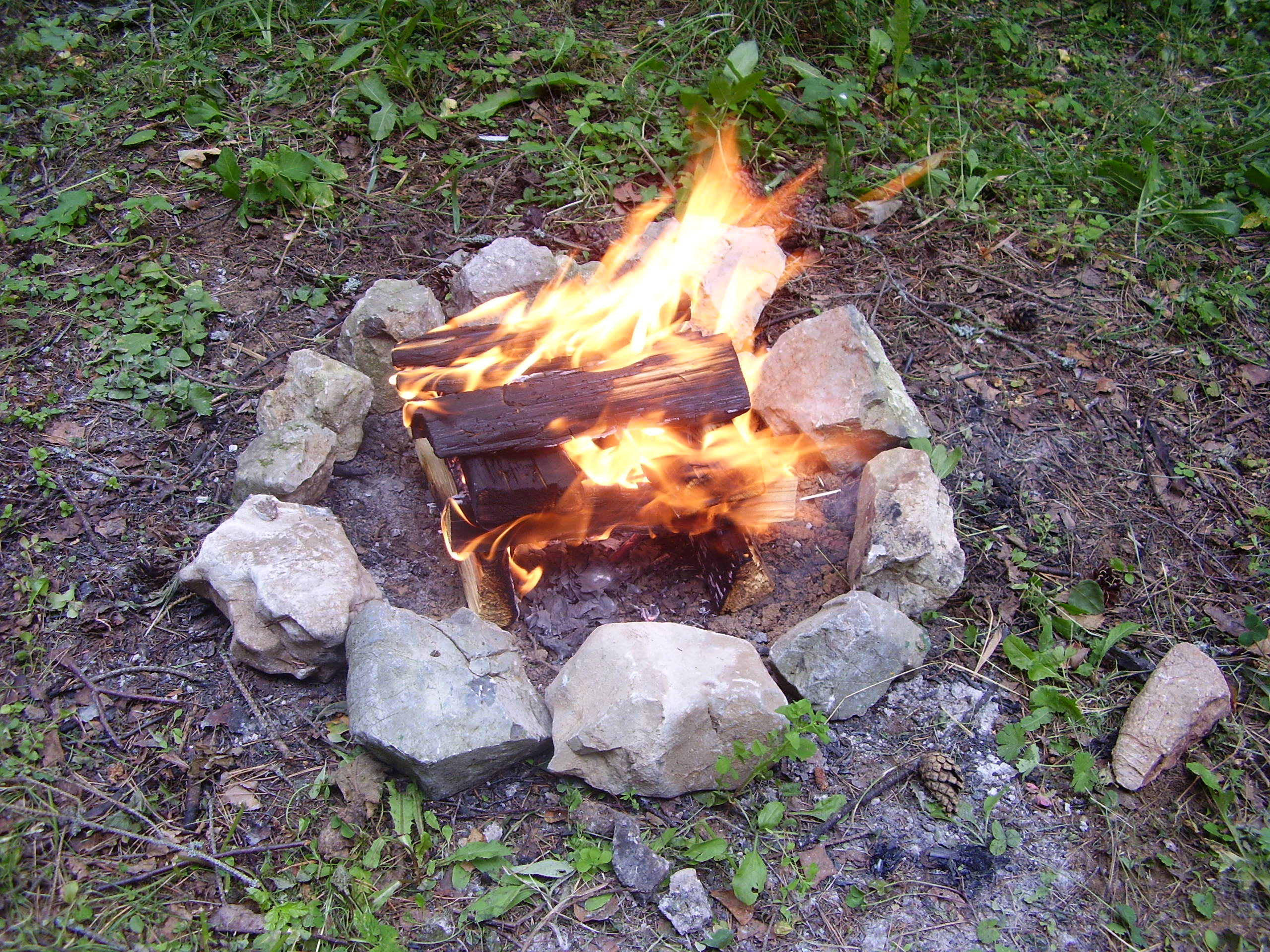
Ohniště s hořícím ohněm

Ohniště je prostor většinou ohraničený kameny, ve kterém se zakládá oheň, aby se zamezilo jeho volnému šíření.
Ohniště je ohraničeno ze všech stran, většinou je zahloubeno několik centimetrů do země a může se využívat k vaření. Ve volné přírodě se ohniště smí zakládat pouze v tábořištích.

## V technice
Ohniště v technických aplikacích je specializovaný spalovací prostor určený pro spalování tuhých paliv, např. uhlí nebo dříví. Ohniště byla a jsou běžnou součástí kotlů, krbů a kamen na tuhá paliva určených jak k přímému vytápění, tak i k ohřevu vody nebo k výrobě páry. Takováto technická ohniště se pak obvykle označují odborným pojmem topeniště.